# Freekick
Freekick är ett gratis onlinespel som släpptes 2004 av och utvecklas vidare av Freekick AB som är beläget i Sverige. Spelet hade 2010 drygt 19 000 användare. De största länderna i spelet är Turkiet, Polen, Rumänien, Spanien och Kina.
Spelet är utöver engelska tillgängligt på 40 olika språk. Översättningarna är levande och uppdateras i samband med att ny information blir tillgänglig på siten.
Från och med 2014 är spelet nedlagt.

## Koncept
I ”freekick” är användaren en manager över ett fotbollslag och fattar alla strategiska beslut utanför plan och taktiska på plan. Varje manager får bara ha ett lag och bara i det land han är bosatt i (eller är medborgare i). Motståndarna är inte spelet utan andra livs levande managers som gör sitt bästa för att bli bäst. Spelet tar aldrig slut utan delas upp i säsonger (som i verkliga livet) där lag blir upp och nedflyttade i sin kamp för framgång.
För tillfället finns 62 nationella ligor. Alla länder som är kopplade till FIFA finns dock representerade i spelet och om de inte är stora nog att få en egen liga placeras deras managers i en samlingsliga. Vissa länder anses som så små att de aldrig kommer att få egna ligor och sorteras under större länders ligor. Exempel på detta är Vanuatu, San Marino och Andorra.
Varje serie i ligasystemet har 14 lag som möter varandra en gång på helgen under säsongens gång. Säsongen består av 14 veckor där den sista veckan är kvalvecka.